# Erlebnispark Steinau an der Straße

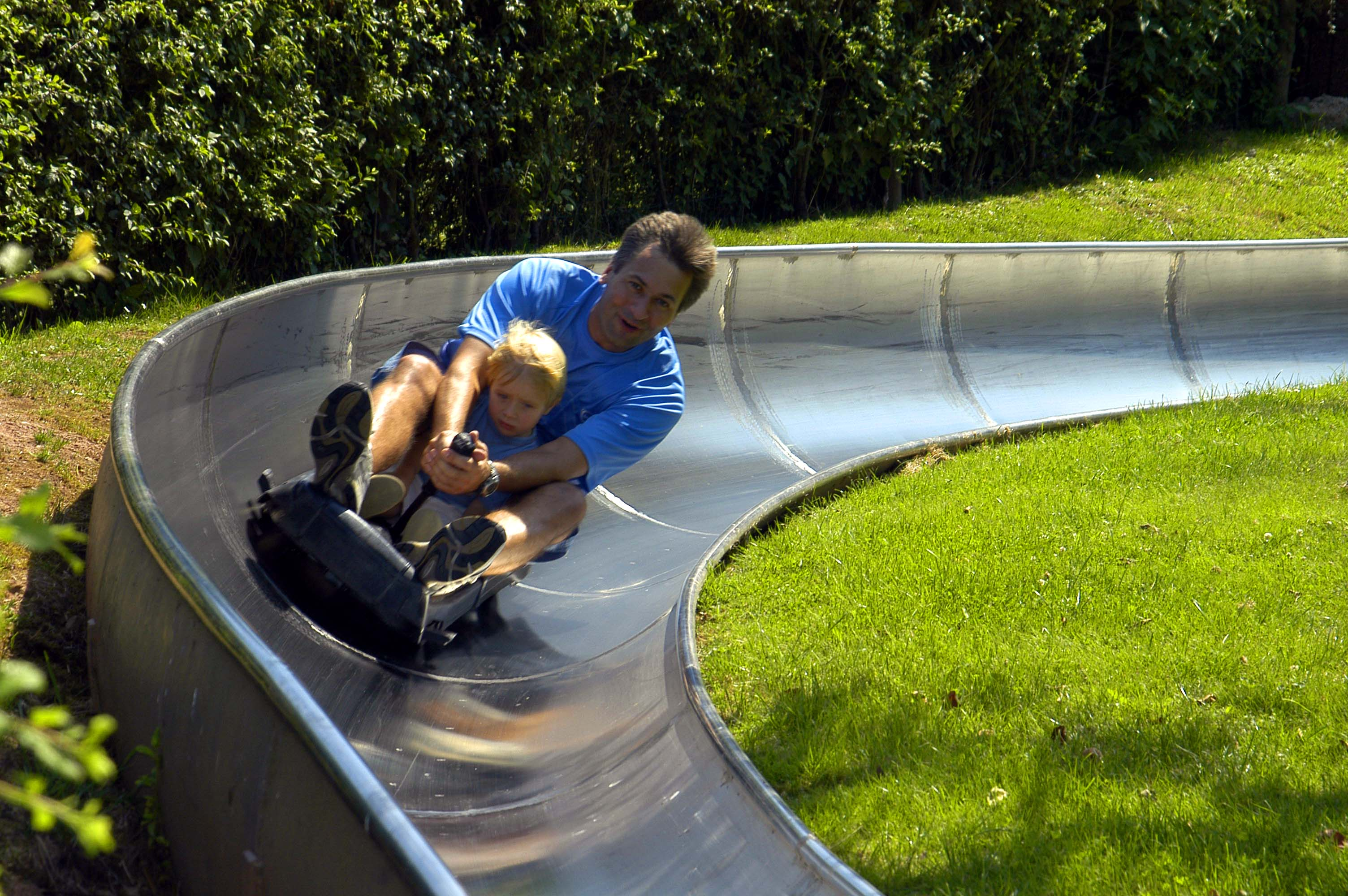
Sommerrodelbahn „Spessart-Flitzer“

Der Erlebnispark Steinau an der Straße ist ein Freizeitpark bei Steinau an der Straße im Naturpark Hessischer Spessart. Auf ca. 250.000 m² Fläche, einschließlich Parkplatz und Tierkoppeln, befinden sich ca. 50 Fahrgeschäfte, Spiel- und Spaßgeräte und ein Museum.

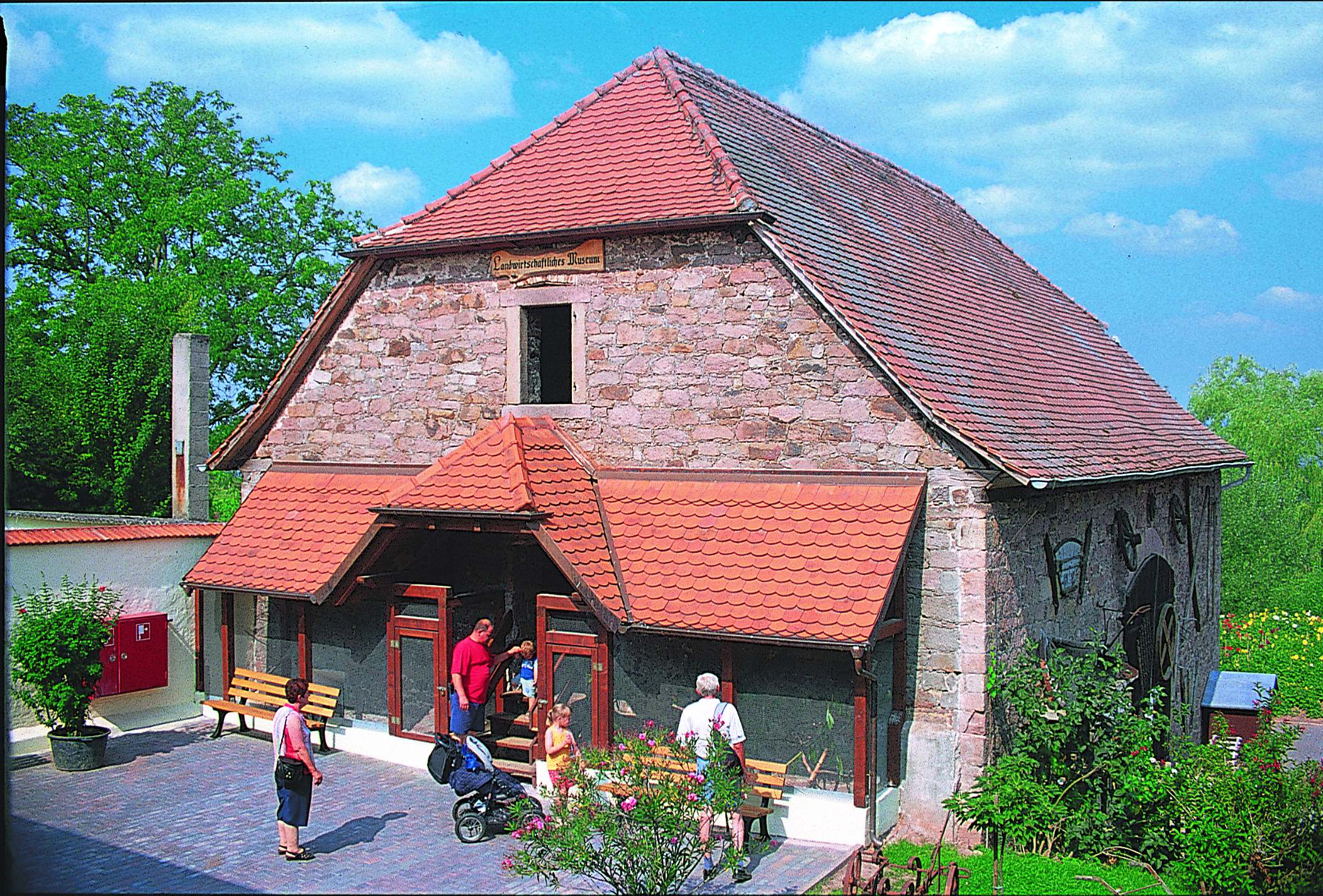
Landwirtschaftliches Museum

Der Park ist in der Saison jeden Tag ab 10 Uhr geöffnet. Von Ende Oktober bis Ende März bleibt er geschlossen.

## Attraktionen
Zu den Hauptattraktionen gehören u. a. eine Sommerrodelbahn, ein Streichelzoo mit einheimischen Tieren, ein Waldspielplatz und das größte privat geführte Landwirtschaftsmuseum Hessens mit Einblicken in die traditionelle Lebens- und Arbeitsweise eines Bauernhofs.

### Achterbahnen
| Name                            | Typ                                 | Hersteller | Eröffnung |
| ------------------------------- | ----------------------------------- | ---------- | --------- |
| Achterbahn „Erli’s Seifenkiste“ | Kinderachterbahn                    | Gerstlauer | 2014      |
| Pendelbahn „Butterfly“          | Familienachterbahn, Shuttle Coaster | Sunkid     | 1998      |

## Geschichte
Der ehemalige Tier- und Botanikpark mit exotischen Tieren wurde ursprünglich auf einem alten Gutshofgelände errichtet. Die Familie Zwermann erwarb ihn und gestaltete ihn nach Vorbildern traditioneller, historischer Bauernhöfe um. Die besondere Bedeutung des Esels in der Anlage ergibt sich aus dem am Park gelegenen historischen Eselsweg, der einst als Handelsverbindung zwischen dem Raum Fulda und dem Main diente. Die Märchenstühle im „Schneewittchen-Restaurant“ – gestaltet von einem Steinauer Kunstmaler – erinnern an das Wirken der Brüder Grimm in der Stadt Steinau an der Deutschen Märchenstraße.
Bis 1993 wurde der Steinauer Freizeit-Tier-Botanik-Park unter dem Namen „Thalhof“ geführt und enthielt exotische Tiere. 1994 wurde der Park unter dem Namen „Erlebnispark Steinau“ neu eröffnet. 2000 wurde das Landwirtschaftliche Museum eingeweiht. Aus Anlass des 10-jährigen Jubiläums 2004 wurden die Albatrosbahn und das Rutschparadies eröffnet, 2010 der Seilgarten „Klettermax“ und das Teufelsrad.